# Stegana scutellata
Stegana scutellata är en tvåvingeart som beskrevs av Meijere 1911. Stegana scutellata ingår i släktet Stegana och familjen daggflugor. Inga underarter finns listade i Catalogue of Life.